# USS LST-6
O USS LST-6 foi um navio de guerra norte-americano da classe LST que operou durante a Segunda Guerra Mundial.